# Kristna kommuniteter
En kristen kommunitet är ett gemensamt religiöst boende liknande kloster, men som inte på samma sätt är avskilt från världen. Dess medlemmar kan tillhöra en religiös orden eller vara vanliga lekmän. Ordnar med kommuniteter finns i Romersk-katolska kyrkan och i Svenska kyrkan. Protestantiska icke ordensbundna kommuniteter kan även vara samfundsöverskridande. I sådana kommuniteter kan ofta även gifta par och familjer bo, medan ordenskommuniteterna brukar förutsätta celibat.
En kristen kommunitet kan definieras som en gemenskap som överlåter sig till en gemensam livsregel och/eller livsrytm i Jesus efterföljd. Det ses som ett sätt att förtäta det kristna livet i gemenskap. På samma sätt som i kloster finns det ofta någon form av löften att leva efter, eller åtminstone ett arbete för gemensamma frågor. Med ett gemensamt klassiskt ord brukar detta kallas för kommunitetens regel. 
Från sent 1900-tal har det i protestantiska sammanhang växt fram en form av kommuniteter som ofta kallas nymonastiska, för att betona skillnaderna mot det klassiska klosterlivet.

## Romersk-katolska kommuniteter i Sverige
- Elisabetsystrarna

## Protestantiska kommuniteter i Sverige
Den mer klassiska klosterliknande gemenskapen Helige Franciskus systraskap i Sjövik inom Svenska kyrkan är ena ändan av spektrumet. I den andra finns de nymonastiska Bagiskommuniteten, Kommuniteten Oikos utanför Göteborg och Gottsundakommuniteten.
Ungefär en gång per år samlas många av de som bor i kristna kommuniteter i Sverige, främst då de nymonastiska, till en konferens där man utbyter erfarenheter kring att leva i nära vardagsgemenskap, kallad Sammankomst.